# Lamin Leroy Gibba
Lamin Leroy Gibba (* 1994) ist ein deutscher Schauspieler, Drehbuchautor, Regisseur und Filmproduzent. Einem breiten Publikum wurde er durch die Serie Schwarze Früchte (2024) bekannt.

## Leben
Lamin Leroy Gibba sammelte erste Theatererfahrungen in der Jugendgruppe des Deutschen Schauspielhauses in Hamburg und studierte von 2014 bis 2018 Schauspiel und Film an der New School Universität in New York (Bachelor of Fine Arts). Engagements folgten unter anderem am Classical Theatre of Harlem, Performance Space New York, Theater Oberhausen, Kampnagel, Ballhaus Naunynstraße sowie in Film- und Fernsehproduktionen.
Zu seinen Kurzfilmen gehören Fever Source und Cloud Zero. Sein Kurzfilm Hundefreund feierte 2022 die Weltpremiere auf dem Filmfestival BFI Flare in London und wurde unter anderem beim Tribeca Film Festival gezeigt. Der Film gewann den ersten Preis des deutschen Wettbewerbs beim Internationalen Kurzfilmfestival Berlin und wurde außerdem für die Kurzfilm-Lola in der Kategorie Spielfilm nominiert.
Im Februar 2021 nahm Gibba an der Initiative ActOut im SZ-Magazin teil, mit der sich 185 lesbische, schwule, bisexuelle, queere, nicht-binäre und trans* „Schauspieler*innen“ für Diversität, Inklusion und Sichtbarkeit in der deutschen Film-, Fernseh- und Theaterbranche aussprachen.
Beim Heidelberger Stückemarkt 2023 erhielt er für sein Theaterstück Doppeltreppe zum Wald den Publikumspreis sowie den SWR2-Hörspielpreis.
2023 wurde Gibba auf die europäische Forbes 30 Under 30 Liste in der Kategorie Entertainment aufgenommen.
In der Romanverfilmung Nichts, was uns passiert spielte Gibba die Figur Hannes. Der Fernsehfilm wurde 2024 ausgestrahlt und gewann den Grimme-Preis in der Kategorie „Wettbewerb Fiktion“ sowie den „Preis der Studierendenjury“.
2024 erschien die Dramedy-Serie Schwarze Früchte, in der Gibba als Creator, Showrunner und Hauptdarsteller fungierte. Die Serie wurde von Kritikern positiv aufgenommen und als Meilenstein in der deutschen Serienlandschaft bezeichnet.
Als Theaterregisseur inszenierte Gibba 2024 am Maxim Gorki Theater in Berlin May Ayims Gedichtband blues in schwarz weiss.
Gibba lebt in Berlin.

## Film (Auswahl)

### Schauspiel
- 2018: Fever Source
- 2019: Cloud Zero
- 2020: Die Drei von der Müllabfuhr
- 2021: Und als ein Jahr vergangen war
- 2021: Jonte
- 2022: Hundefreund
- 2022: Fett und Fett
- 2022: Einfach mal was Schönes
- 2023: Nichts, was uns passiert
- 2024: Oh Hell
- 2024: Schwarze Früchte
- 2025: Tatort – Vier Leben

### Drehbuch
- 2018: Fever Source
- 2019: Cloud Zero
- 2022: Hundefreund
- 2024: Schwarze Früchte

### Produktion
- 2018: Fever Source
- 2019: Cloud Zero
- 2022: Hundefreund
- 2024: Schwarze Früchte

### Regie
- 2018: Fever Source
- 2019: Cloud Zero[15]

## Theater (Auswahl)

### Schauspiel
- 2021: Sterben. Regie: Saskia Kaufmann & Raban Witt, Kampnagel Hamburg
- 2021: Courageux! Furchtlos!. Regie: Atif Mohammed Nor Hussein, Ballhaus Naunynstraße
- 2021: Die Bewegung eines Kiezes. Regie: Jasco Viefhues, Ballhaus Naunynstraße
- 2022: i wanna be a boiband. Regie: Shari Asha Crosson, Theater Oberhausen[1]

### Theatertext
- 2023: Doppeltreppe zum Wald. Regie: Sarah Claire Wray, Heidelberger Stückemarkt

### Theaterregie
- 2024: blues in schwarz weiss. Text: May Ayim, Maxim Gorki Theater[14]

## Hörspiele und Hörbucher

### Hörspiele
- 2020: Drissa von Eva Doumbia – Regie: Dela Dabulamanzi (Drama Panorama)
- 2022: Mitten am Tag – Regie: Martin Heindel (Pantaleon, Spotify)

### Hörbücher
- 2025: Getrennte Räume von Pier Vittorio Tondelli (ISBN 978-3-86484-857-5)

## Auszeichnungen und Nominierungen
- 2022: Erster Preis im deutschen Wettbewerb des Internationalen Kurzfilmfestivals Berlin für Hundefreund[5]
- 2022: Nominierung für den Deutschen Kurzfilmpreis in der Kategorie „Spielfilm“ für Hundefreund[6]
- 2023: Forbes 30 Under 30 Europa in der Kategorie „Entertainment“[9]
- 2023: Nominierung für den Grimme-Preis in der Kategorie „Wettbewerb Fiktion“ für Fett und Fett (Staffel 2)[16]
- 2023: Publikumspreis und SWR2-Hörspielpreis des Heidelberger Stückemarkts für Doppeltreppe zum Wald[8]
- 2025: Nominierung für den Grimme-Preis in der Kategorie „Wettbewerb Fiktion“ für Schwarze Früchte[17]
- 2025: Nominierung für den Civis-Medienpreis in der Kategorie „Fiktion“ für Schwarze Früchte[18]